# Knivskjellodden

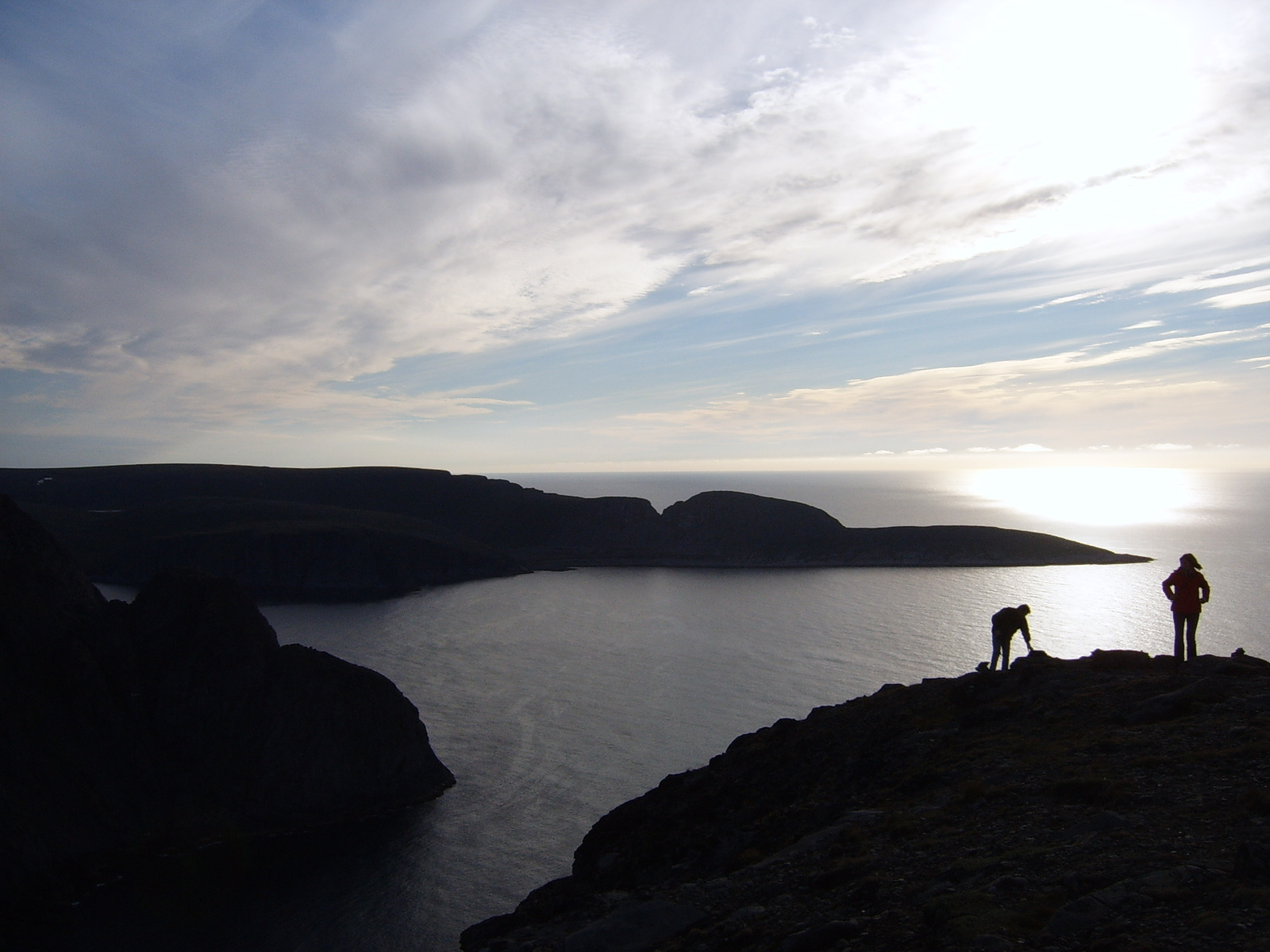
Knivskjellodden

Knivskjellodden este un promontoriu ce se află în Norvegia, mai precis pe insula Magerøya. Este cel mai nordic punct a Europei continentale, într-adevăr se alfă la o latitudine de 71°11'08", împotriva acelei a Capului Nord (Nordkapp), de mulți considerat "acoperișul" continentului, însă se află la o latitudine mai mică (71°10'21", circa 1500 metri mai la sud). Mai probabil pentru că Knivskjellodden se află pe o insulă, punctul "suprem" al Europei continentale este Capo Nordkinn, numit și Kinnarodden, care face parte de comuna Gamvik, pe peninsula penisola Nordkynn.

## Imagini

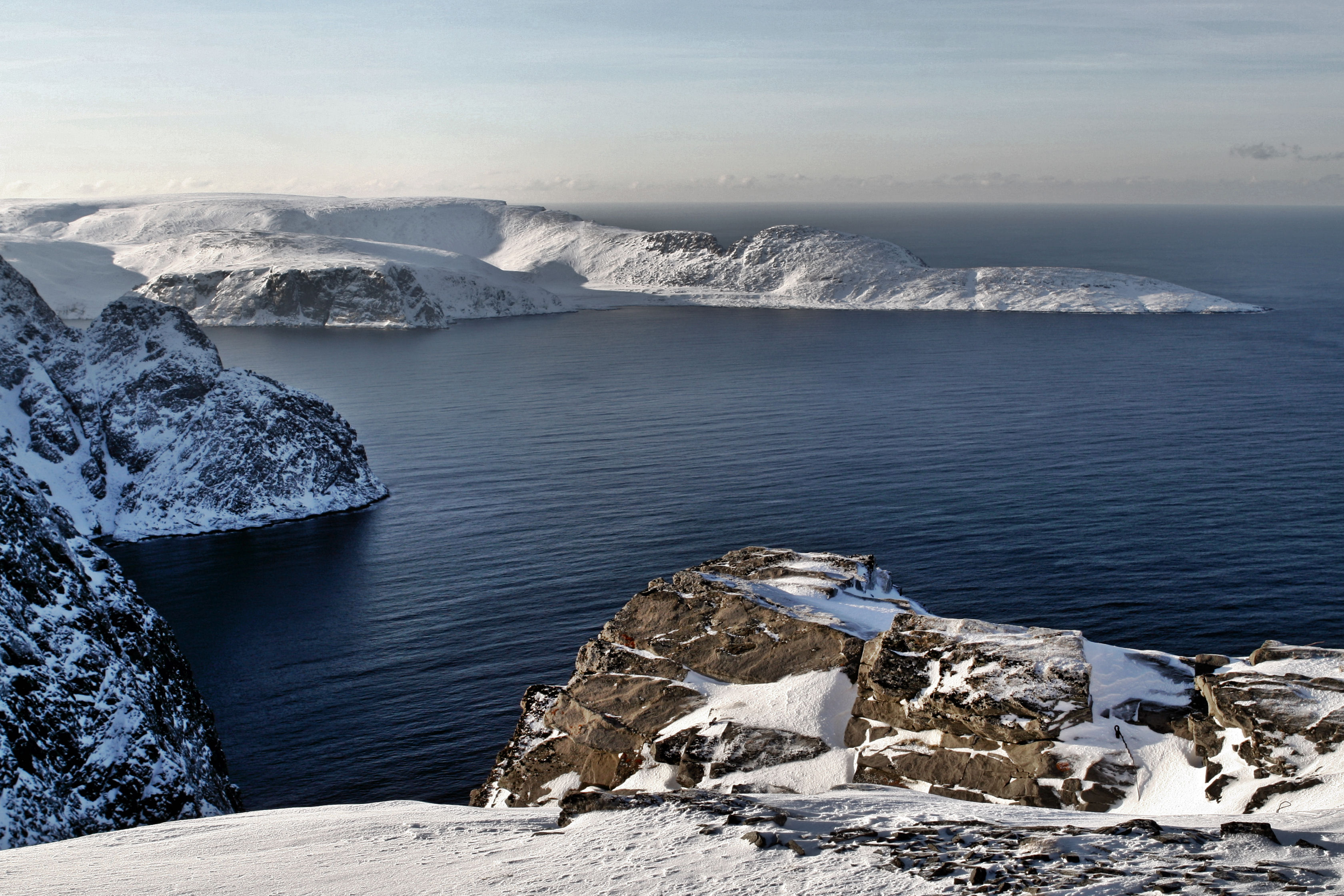
Registur ce se găseşte în vîrful promontoriului
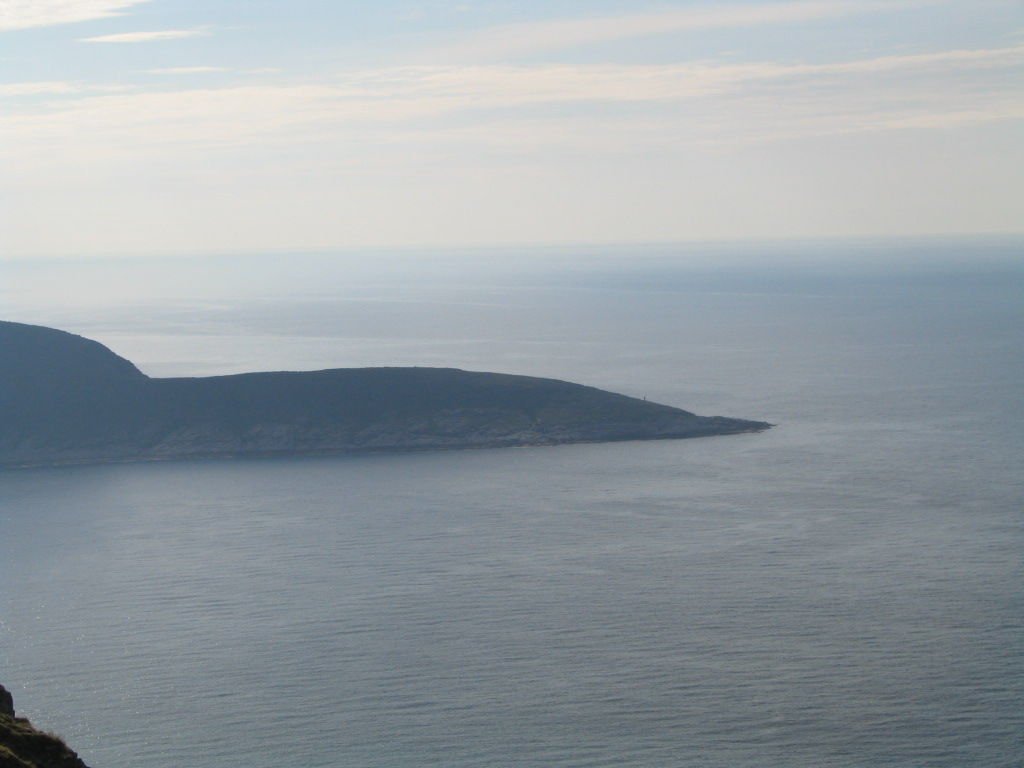
Altă imagine din Capul Nord